# Танкист (журнал)

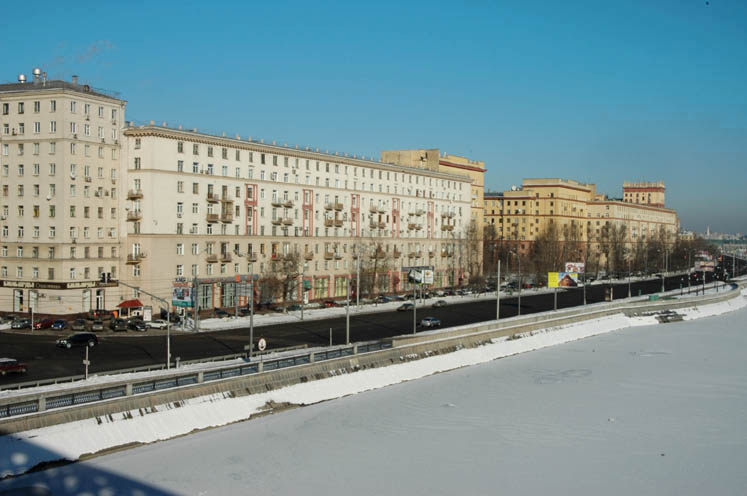
Вид на Фрунзенскую набережную с Андреевского моста.

«Танкист» — популярный русскоязычный военный журнал о танках и танкостроении, печатный орган Народного комиссариата обороны СССР (НКО СССР), Министерства обороны СССР (МО СССР).
Девиз: «Смерть немецким оккупантам!», позже «За нашу Советскую Родину!». Адрес редакции: Москва, Г-21, Фрунзенская набережная (наб.), дом № 44. Печатался: 1-я типография имени С. К. Тимошенко Управления Военного Издательства Министерства Обороны Союза ССР. Стоимость: в 1956 году — 2 рубля 25 копеек.

## История
Журнал основан 1942 году, как орган Главного автобронетанкового управления, позже стал органом Военного совета бронетанковых и механизированных войск Красной Армии, в этом же году вышел первый номер. Приказом Народного Комиссара Обороны Союза ССР № 150 «Об организация редколлегии “Артиллерийского журнала”, “Журнала автобронетанковых войск”, “Военно-исторического журнала”, журналов “Связь Красной Армии”», от 1942 года, была	организавана редколлегия «Журнала автобронетанковых войск». Журнал издавался раз в месяц. Редактор в годы Великой Отечественной войны — Ротмистров П. А.. До 1960 года был единственным танковым периодическим изданием в СССР, рассчитанным на широкий круг читателей и предназначался для кадрового офицерского состава, курсантов военных училищ и офицеров запаса танковых войск.
Основные задачи журнала: разъяснение политики и деятельности ВКП(б) (КПСС) и Советского правительства по вопросам военного строительства танковых войск, методики обучения и воспитания личного состава, освещение теории и практики современного танкового боя, роли и место танковых войск в бою, ознакомление с организацией, тактикой, эксплуатацией и ремонтом вооружения и военной техники, вооружением и опытом боевой подготовки в государстве и за рубежом.
Выходил также под другими названиями:
- «Журнал автобронетанковых войск»[2], 1942 — 1944 гг.;[1]
- «Журнал бронетанковых и механизированных войск», 1944 — 1946 гг.;[1]. В октябре 1946 года переименован в «Танкист» и в 1960 году[3] был объединён с журналом «Военный вестник».

## Содержание
Журнал имел следующие разделы:
- Передовая;
- Обучение и воспитание;
- Эксплуатация и ремонт;
  - На научно-технические темы;
- Советы и предложения;
- В иностранных армиях;

Имелись следующие изображения: чёрно-белые и цветные фотографии, рисунки, таблицы, чертежи. Некоторые статьи и авторы:
- Совинформбюро, «Три года Отечественной войны Советского Союза (военные и политические итоги).»;
- Ф. К., Дважды Герой Советского Союза подполковник И. Н. Бойко;
- Герой Советскою Союза гвардии генерал-майор танковых войск С. Мельников, «Танкисты в боях на Днепре»;
- Герой Советского Союза гвардии генерал-полковник П. Рыбалко, «Действии танков на правобережной Украине»;
- Гвардии генерал-лейтенант танковых войск Сухов И., «Некоторые вопросы организации и ведения преследования.»;
- полковник С. Стыж «Танковая бригада в обороне в зимних условиях»;
- Ноздрунов М., «Организация взаимодействия в наступательном бою танкового корпуса.»;
- полковник Барышников, «Особенности действий танков в лесисто-болотистой местности»;
- Комаров Н., Корнилов В., «Особенности действий бронетанковых частей в горах.»;
- Денисов И., «Организация и ведение разведки в танковом и механизированном соединениях в наступательном бою.»;
- Саушкин В., «Действия танковой бригады на открытом фланге армии.»;
- Рудаков И., «Тяжёлые танки в наступательном бою.»;
- Позднышев А., «Ночные действия танков.»;
- Лощагин Н., «Тактика штурмовых орудий (по материалам врага).»;
- «О храбрости, хитрости и сметке.»
- и другие.